# Erythroxylum pulchrum
Erythroxylum pulchrum là một loài thực vật có hoa trong họ Erythroxylaceae. Loài này được A.St.-Hil. mô tả khoa học đầu tiên năm 1829.